# Zouan-Hounien (département)
Pour l’article homonyme, voir Zouan-Hounien.
Zouan-Hounien, appelée Zonn-Houyé en langue yacouba, est un département de la Côte d'Ivoire.

## Administration
Une loi de 1978 a institué 27 communes de plein exercice sur le territoire du pays.
| Date d'élection | Identité               | Parti    | Qualité         | Statut |
| --------------- | ---------------------- | -------- | --------------- | ------ |
| 1980            | GONCOCO Kpan Félix     | PDCI-RDA | Homme politique | élu    |
| 1985            |                        | PDCI-RDA | Homme politique | élu    |
| 1990            |                        | PDCI-RDA | Homme politique | élu    |
| 1995            | TOUALLY Mabéa Albert   | PDCI-RDA | Homme politique | élu    |
| 2001            | Albert Toikeusse Mabri | UDPCI    | médecin         | élu    |
| 2011            | Albert Toikeusse Mabri | UDPCI    | médecin         | élu    |

| Date d'élection | Identité               | Parti    | Qualité                | Statut |
| --------------- | ---------------------- | -------- | ---------------------- | ------ |
| 1980            | TOMPIEU Zoueu Augustin | PDCI-RDA | Homme politique        | élu    |
| 1985            | TOMPIEU Zoueu Augustin | PDCI-RDA | Homme politique        | élu    |
| 1990            | TOMPIEU Zoueu Augustin | PDCI-RDA | Homme politique        | élu    |
| 1995            | Gbéhi Tomé Alphonse    | PDCI-RDA | Homme politique        | élu    |
| 2001            | YOMI Kpeula Nicolas    | UDPCI    | Douanier à la retraite | élu    |
| 2013            | Roger Zrakpa           | UDPCI    | Instituteur            | élu    |

## Société

### Démographie
| 1920                                                             | 1946 | 1970 | Recensement 1978 | Recensement 1998 | Estimation 2007 |
| ---------------------------------------------------------------- | ---- | ---- | ---------------- | ---------------- | --------------- |
|                                                                  |      |      |                  |                  | 92 943          |
| Nombre retenu à partir de 1920 : Population sans doubles comptes |      |      |                  |                  |                 |

## Économie
La plus grande exploitation d'or de côte d'Ivoire se trouve à Ity dans la commune de Zouan-Hounien.La ville d'ITY est située à 15 km de la ville de Zouan-Hounien.Il faut également noter que le département de Zouan-Hounien est l'un des plus grands producteurs de café, de cacao et d'huile de palme.

## Villes voisines
- Danané, Man au nord.
- Bin-Houyé, Toulépleu, Glangleu au sud.

Autres villes du département :
- Banneu
- Bin-Houyé
- Goulaleu
- Guiamapleu
- Téapleu
- Yelleu
- Zéaleu